# Vito Dumas
Vito Dumas (Buenos Aires, 26 settembre 1900 – Buenos Aires, 28 marzo 1965) è stato un navigatore argentino.

## Biografia
Dumas è noto perché tra il giugno del 1942 ed il settembre del 1943 compì una circumnavigazione in solitaria dell'oceano Meridionale. Aveva lasciato Buenos Aires a giugno a bordo della Lehg II, un'imbarcazione a vela costruita nel 1934. Compì quindi il primo passaggio in solitaria dei tre grandi capi e il primo passaggio in solitaria con successo di Capo Horn.

## Opere
- Mis Viajes
- Verso la croce del sud. I quaranta ruggenti Mursia, Milano ISBN 9788842525622
- La crociera imprevista. Il viaggio del Sirio Mursia, Milano ISBN 9788842533870